# Aberlady
Aberlady (gaélique écossais : Obar Lìobhaite) est un village côtier situé dans le council area du East Lothian à cinq miles au nord-ouest de Haddington et à environ 18 miles à l'est d'Édimbourg.
Aberlady a une église paroissiale qui remonte au XVe siècle. Elle fut reconstruite en 1887. En 1986, les paroisses de Aberlady et Gullane ont été fusionnées.
Aberlady est entouré de plusieurs terrains de golf très connus, y compris Luffness, Kilspindie et Craigielaw.